# 王吉 (西汉)
王吉（—前48年），字子阳，琅琊郡皋虞县（今青岛市即墨区东北部）人，西汉大臣。

## 生平
少好學明經，以郡吏舉孝廉為郎，補若盧右丞，遷雲陽令。舉賢良為昌邑中尉，而王好游獵，驅馳國中，動作亡節，吉上疏諫曰：

臣聞古者師日行三十里，吉行五十里，《詩》云：「匪風發兮，匪車揭兮，顧瞻周道，中心怛兮。」說曰：是非古之風也，發發者；是非古之車也，揭揭者。蓋傷之也。今者大王幸方與，曾不半日而馳二百里，百姓頗廢耕桑，治道牽馬，臣愚以為民不可數變。昔召公述職，當民事時，捨於棠下而聽斷焉。是時，人皆得其所，後世思其仁恩，至乎不伐甘棠，《甘棠》之詩是也。

大王不好書術而樂逸游，馮式撙銜，馳騁不止，口倦乎叱吒，手苦於箠轡，身勞乎車輿；朝則冒霧露，晝則被塵埃，夏則為大暑之所暴炙，冬則為風寒之所偃薄。數以耎脆之玉體犯勤勞之煩毒，非所以全壽命之宗也，又非所以進仁義之隆也。
夫廣夏之下，細旃之上，明師居前，勸誦在後，上論唐、虞之際，下及殷、周之盛，考仁聖之風，習治國之道，訢訢焉發憤忘食，日新厥德，其樂豈徒銜橛之間哉！休則俯仰詘信以利形，進退步趨以實下，吸新吐故以練臧，專意積精以適神，於以養生，豈不長哉！大王誠留意如此，則心有堯、舜之志，體有喬、松之壽，美聲廣譽登而上聞，則福祿其輳而社稷安矣。

皇帝仁聖，至今思慕未怠，於官館囿池弋獵之樂未有所幸，大王宜夙夜念此，以承聖意。諸侯骨肉，莫親大王，大王於屬則子也，於位則臣也，一身而二任之責加焉，恩愛行義孅介有不具者，於以上聞，非饗國之福也。臣吉愚戇，願大王察之。

王賀雖不遵道，然猶知敬禮吉，乃下令曰：「寡人造行不能無惰，中尉甚忠，數輔吾過。使謁者千秋賜中尉牛肉五百斤，酒五石，脯五束。」其後復放從自若。吉輒諫爭，甚得輔弼之義，雖不治民，國中莫不敬重焉。
久之，昭帝崩，亡嗣，大將軍霍光秉政，遣大鴻臚、宗正迎昌邑王。吉即奏書戒王曰：

臣聞高宗諒暗，三年不言。今大王以喪事征，宜日夜哭泣悲哀而已，慎毋有所發。且何獨喪事，凡南面之君何言哉？天不言，四時行焉，百物生焉，願大王察之。大將軍仁愛勇智，忠信之德天下莫不聞，事孝武皇帝二十餘年未嘗有過。先帝棄群臣，屬以天下，寄幼孤焉，大將軍抱持幼君襁褓之中，布政施教，海內晏然，雖周公、伊尹亡以加也。今帝崩，亡嗣，大將軍惟思可以奉宗廟者，攀援而立大王，其仁厚豈有量哉！臣願大王事之敬之，政事一聽之，大王垂拱南面而已。願留意，常以為念。

王既到，即位二十餘日以行淫亂廢。昌邑群臣坐在國時不舉奏王罪過，令漢朝不聞知，又不能輔道，陷王大惡，皆下獄誅。唯吉與郎中令龔遂以忠直數諫正得減死，髡為城旦。
起家復為益州刺史，病去官，復征為博士、諫大夫。是時，宣帝頗修武帝故事，宮室車服盛於昭帝。時外戚許、史、王氏貴寵，而上躬親政事，任用能吏。吉上疏言得失，曰：

陛下躬聖質，總萬方，帝王圖籍日陳於前，惟思世務，將興太平。詔書每下，民欣然若更生。臣伏而思之，可謂至恩，未可謂本務也。

欲治之主不世出，公卿幸得遭遇其時，言聽諫從，然未有建萬世之長策，舉明主於三代之隆者也。其務在於期會簿書，斷獄聽訟而已，此非太平之基也。
臣聞聖王宣德流化，必自近始。朝廷不備，難以言治；左右不正，難以化遠。民者，弱而不可勝，愚而不可欺也。聖主獨行於深宮，得則天下稱誦之，失則天下鹹言之。行發於近，必見於遠，故謹選左右，審擇所使。左右所以正身也，所使所以宣德也。《詩》云：「濟濟多士，文王以寧。」此其本也。

《春秋》所以大一統者，六合同風，九州共貫也。今俗吏所以牧民者，非有禮義科指可世世通行者也，獨設刑法以守之。其欲治者，不知所由，以意穿鑿，各取一切，權譎自在，故一變之後不可復修也。是以百里不同風，千里不同俗，戶異政，人殊服，詐偽萌生，刑罰亡極，質樸日銷，恩愛浸薄。孔子曰「安上治民，莫善於禮」，非空言也。王者未制禮之時，引先王禮宜於今者而用之。臣願陛下承天心，發大業，與公卿大臣延及儒生，述舊禮，明王制，驅一世之民濟之仁壽之域，則俗何以不若成、康，壽何以不若高宗？竊見當世趨務不合於道者，謹條奏，唯陛下財擇焉。

王吉少時在長安求學期間，東鄰的棗樹掛到他家的院子裡。王吉的妻子就摘了棗給王吉吃。王吉後來發現棗不是自家的，就很生氣地把妻子給休了。東鄰聽了很內疚，要把棗樹砍掉。其他的鄰居阻止了他，並一同去強烈要求王吉把妻子接回來。因為此事，里中為之語曰：「東家有樹，王陽婦去；東家棗完，去婦復還。」
吉與貢禹為友，世稱「王陽在位，貢公彈冠」，言其取舍同也。元帝初即位，遣使者徵貢禹與吉。吉年老，道病卒，上悼之，復遣使者弔祠云。

## 家族
- 祖父：王曜
- 祖母：刘□（刘智之女）
- 父亲：王袭
- 母亲：许□（许毗之女）
- 哥哥：王广
- 妻子：刘□
- 长子：王崧
- 次子：王駿，儿媳：□氏
- 女儿：王□，女婿：朱云

## 外部連結
[在维基数据编辑]
 《漢書·卷072》，出自班固《漢書》